# Politechnika Łódzka
Politechnika Łódzka (skr. PŁ) – państwowa uczelnia techniczna założona 24 maja 1945 roku w Łodzi.
W 2023 roku studiowało w niej 10 227 osób na 65 kierunkach na 9 wydziałach. Kształci ich ponad 1201 nauczycieli akademickich, w tym 326 profesorów.

## Historia
Powstała tuż po II wojnie światowej, 24 maja 1945 roku w Łodzi. Na początku ustanowiono trzy wydziały: Mechaniczny, Elektryczny, Chemiczny oraz Oddział Włókienniczy. Na pierwszy rok studiów przyjęto 525 studentów, a na wyższych latach naukę kontynuowało 458 studentów. W uczelni istniały 33 katedry, w których pracowało 33 profesorów, 15 adiunktów i 53 asystentów.
W 1976 r. Politechnika Łódzka została odznaczona Orderem Sztandaru Pracy I klasy.
W rankingu szkół wyższych 2020 magazynu edukacyjnego „Perspektywy” Politechnika Łódzka została czwartą uczelnią techniczną w Polsce. Została również laureatem konkursu na „najbardziej innowacyjną i kreatywną uczelnię w Polsce w tworzeniu perspektyw zawodowych 2014”.

## Władze uczelni

### Władze rektorskie
W kadencji 2020–2024:
| Stanowisko                | Imię i nazwisko                     |
| ------------------------- | ----------------------------------- |
| Rektor                    | prof. dr hab. inż. Krzysztof Jóźwik |
| Prorektor ds. rozwoju     | prof. dr hab. inż. Paweł Strumiłło  |
| Prorektor ds. nauki       | prof. dr hab. inż. Łukasz Albrecht  |
| Prorektor ds. kształcenia | dr hab. inż. Andrzej Romanowski     |
| Prorektor ds. studenckich | dr hab. inż. Witold Pawłowski       |

### Władze administracyjne
W kadencji 2020–2024:
| Stanowisko | Imię i nazwisko             |
| ---------- | --------------------------- |
| Kanclerz   | mgr inż. Włodzimierz Fisiak |
| Kwestor    | mgr Agnieszka Kobalczyk     |

## Wydziały
- Wydział Biotechnologii i Nauk o Żywności (dawny Wydział Chemii Spożywczej) od 1950 r.
- Wydział Budownictwa, Architektury i Inżynierii Środowiska (dawny Wydział Budownictwa Lądowego) od 1956 r.
- Wydział Chemiczny od 1945 r.
- Wydział Elektrotechniki, Elektroniki, Informatyki i Automatyki od 1945 r.
- Wydział Fizyki Technicznej, Informatyki i Matematyki Stosowanej (dawny Wydział Fizyki Technicznej i Matematyki Stosowanej) od 1976 r.
- Wydział Inżynierii Procesowej i Ochrony Środowiska (dawny Wydział Inżynierii Chemicznej) od 1970 r.
- Wydział Mechaniczny od 1945 r.
- Wydział Organizacji i Zarządzania (dawny Wydział Zarządzania i Inżynierii Produkcji (do 2022 r.) był połączony z Instytutem Papiernictwa i Poligrafii – do 29 września 2019)
- Wydział Technologii Materiałowych i Wzornictwa Tekstyliów (dawny Wydział Włókienniczy) od 1947 r.

## Jednostki międzywydziałowe
- Kolegium Gospodarki Przestrzennej
- Kolegium Logistyki
- Kolegium Towaroznawstwa

## Jednostki pozawydziałowe
- Biblioteka Politechniki Łódzkiej
- Centrum Papiernictwa i Poligrafii
- Centrum Diagnostyki i Terapii Laserowej Politechniki Łódzkiej – prowadzi badania z zakresu zastosowania laserów w medycynie
- Centrum Edukacji Ustawicznej Politechniki Łódzkiej – prowadzi kursy z zakresu BHP, ochrony środowiska, informatyki, języków obcych
- Centrum Językowe Politechniki Łódzkiej
- Centrum Kształcenia Międzynarodowego Politechniki Łódzkiej (znane także jako (ang.) International Faculty of Engineering) – jego celem jest kształcenie studentów w języku obcym (angielskim i francuskim), w ramach specjalności prowadzonych na innych wydziałach
- Centrum Nauczania Matematyki i Fizyki Politechniki Łódzkiej
- Uczelniane Centrum Informatyczne – pełni też rolę głównego węzła miejskiej sieci LODMAN
- Centrum Technologii Informatycznych
- Centrum Multimedialne
- Centrum E-learningu
- Liceum Ogólnokształcące Politechniki Łódzkiej
- Łódzki Uniwersytet Dziecięcy
- Uniwersytet Trzeciego Wieku

## Zamiejscowe ośrodki dydaktyczne
W 1998 roku Senat Politechniki Łódzkiej zdecydował o utworzeniu Wydziału Zamiejscowego w Sieradzu, gdzie rozpoczęto przygotowania do prowadzenia kierunków studiów Ochrona Środowiska oraz Zarządzanie i Marketing. W latach 2002–2013 Ośrodek funkcjonował jako Zamiejscowy Ośrodek Dydaktyczny PŁ w Sieradzu. Decyzją Rektora PŁ z dnia 31 stycznia 2013 roku utworzono Centrum Zarządzania i Inżynierii Produkcji Politechniki Łódzkiej w Sieradzu. Siedzibą od początku był budynek zlokalizowany przy placu Wojewódzkim 3.
W 2002 roku utworzono Zamiejscowy Ośrodek Dydaktyczny PŁ w Bełchatowie, gdzie realizowane jest kształcenie na kierunkach Budownictwo, Elektrotechnika, Inżynieria Środowiska oraz Zarządzanie i Marketing.
W Zamiejscowym Ośrodku Dydaktycznym Politechniki Łódzkiej w Ostrowie Wielkopolskim prowadzone są zajęcia dydaktyczne w Zespole Szkół Technicznych. Oferta studiów obejmuje trzy specjalności na kierunku Informatyka, tj. Systemy informatyczne, Teleinformatyka i Mechatronika.

## Inna działalność dydaktyczna
W 2008 roku powstał Łódzki Uniwersytet Dziecięcy skierowany dla dzieci w wieku 7–12 lat, jako pierwszy w kraju działający przy uczelni technicznej. W 2007 roku powołano Liceum Ogólnokształcące Politechniki Łódzkiej, a w 2013 Gimnazjum Politechniki Łódzkiej. Od 2006 roku przy PŁ działa Uniwersytet Trzeciego Wieku Politechniki Łódzkiej. W 2022 roku powstało Niepubliczne Przedszkole Politechniki Łódzkiej.

## Rektorzy
- Bohdan Stefanowski (1945–1948)
- Osman Achmatowicz (1948–1952)
- Bolesław Konorski (1952–1953)
- Mieczysław Klimek (1953–1962)
- Jerzy Werner (1962–1968)
- Mieczysław Serwiński (1968–1975)
- Edward Galas (1975–1981)
- Jerzy Kroh (1981–1987)
- Czesław Strumiłło (1987–1990)
- Jan Krysiński (1990–1996)
- Józef Mayer (1996–2002)
- Jan Krysiński (2002–2008)
- Stanisław Bielecki (2008–2016)
- Sławomir Wiak (2016−2020)
- Krzysztof Jóźwik (od 2020)

## Repozytorium instytucjonalne
Na Politechnice Łódzkiej znajduje się repozytorium instytucjonalne CYRENA. Jest to rozwinięcie skrótu, które oznacza Cyfrowe Repozytorium Nauki. Udostępnione w sieci od końca lutego 2010. Wykorzystuje oprogramowanie DSpace. Główne cele tego projektu to m.in. udostępnianie wyników badań w różnej postaci oraz archiwizacja szeroko pojętego dorobku naukowego macierzystej Uczelni – Politechniki Łódzkiej. Repozytorium ma charakter półotwarty, materiały w nim deponowane są dostępne zarówno dla wszystkich użytkowników Internetu w pełnym tekście, jak i z pewnymi ograniczeniami dostępu, przeglądania i ich pobierania.

## Galeria

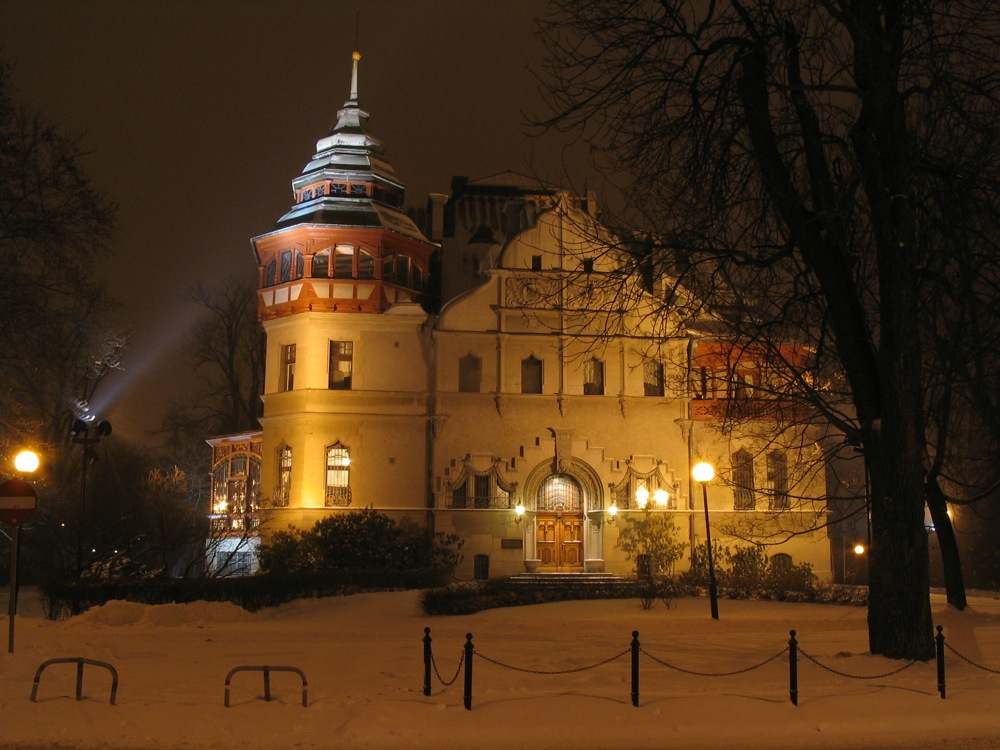
Były rektorat Politechniki Łódzkiej nocą
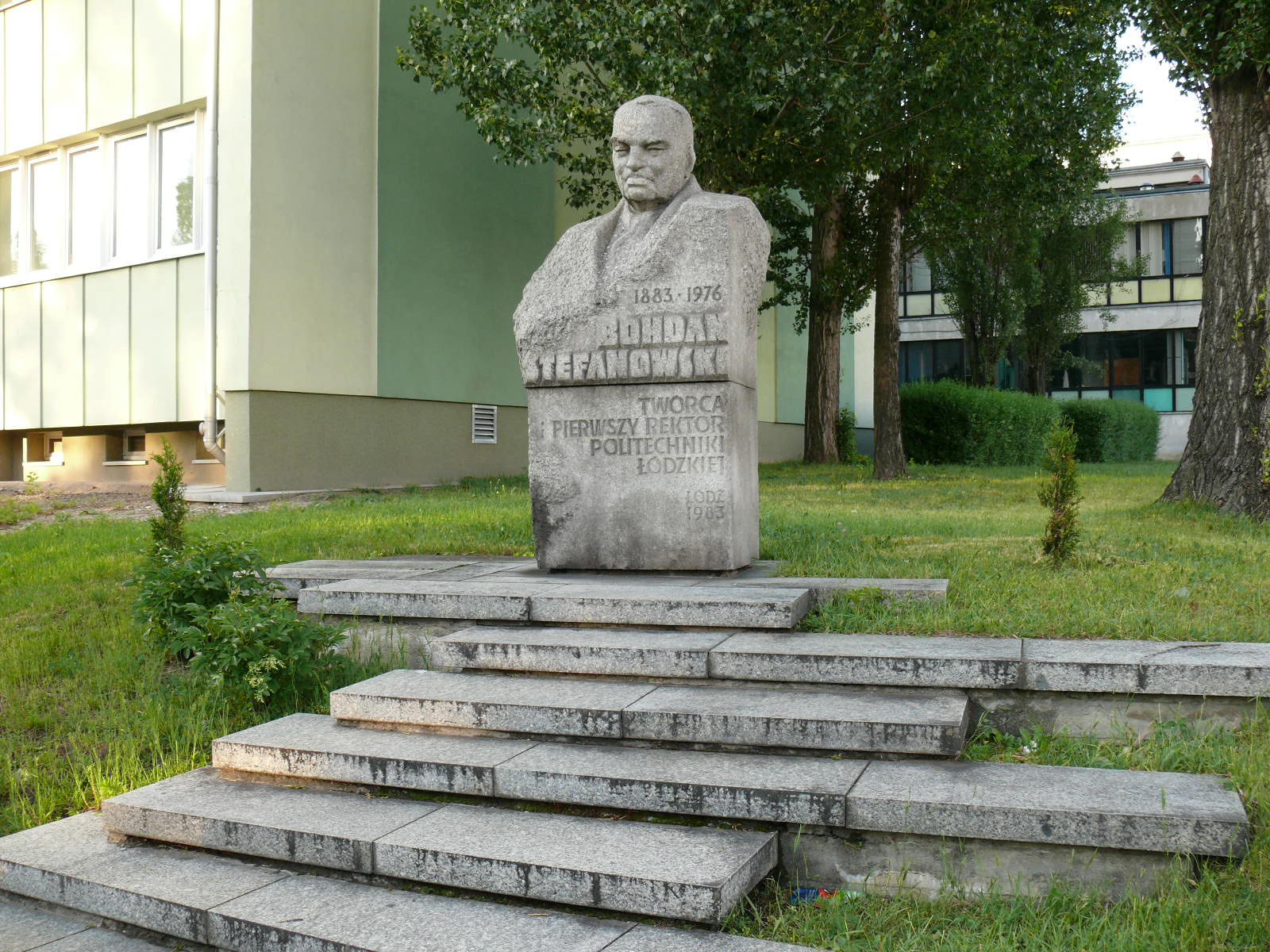
Pomnik Bohdana Stefanowskiego przed budynkiem Politechniki Łódzkiej
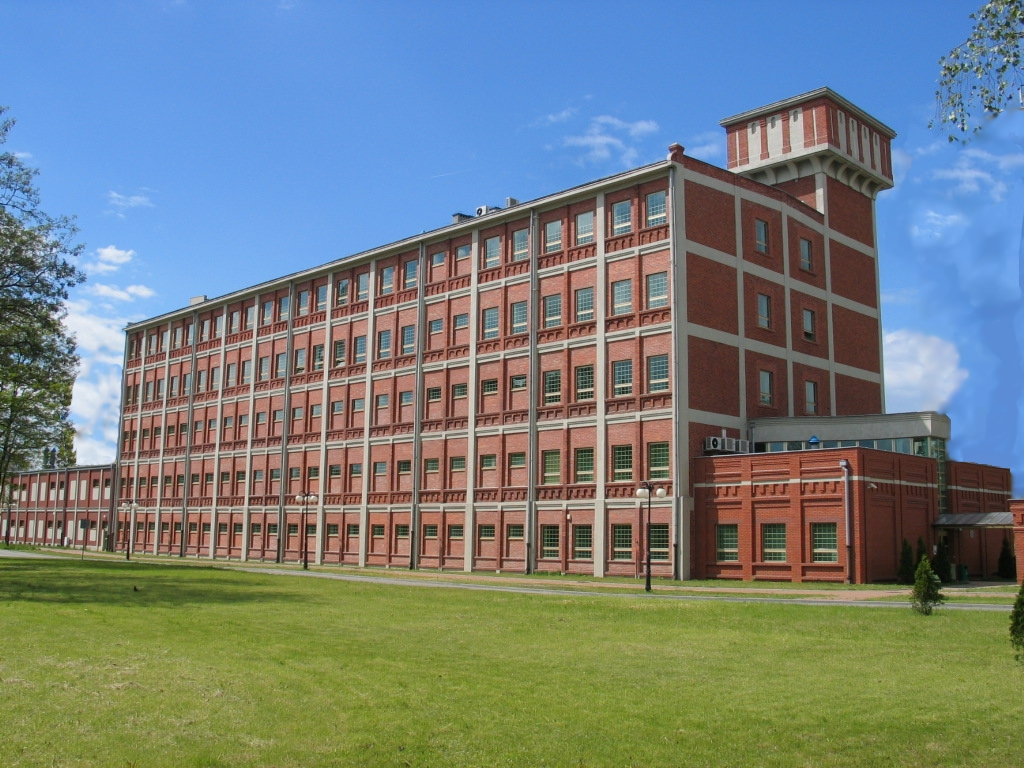
Gmach Biblioteki Politechniki Łódzkiej w byłej fabryce Roberta Schweikerta
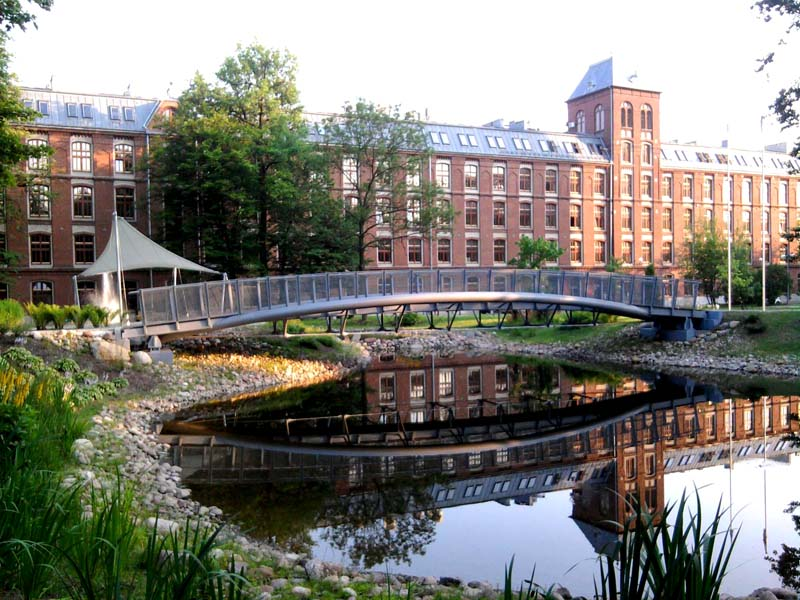
Budynek Trzech Wydziałów
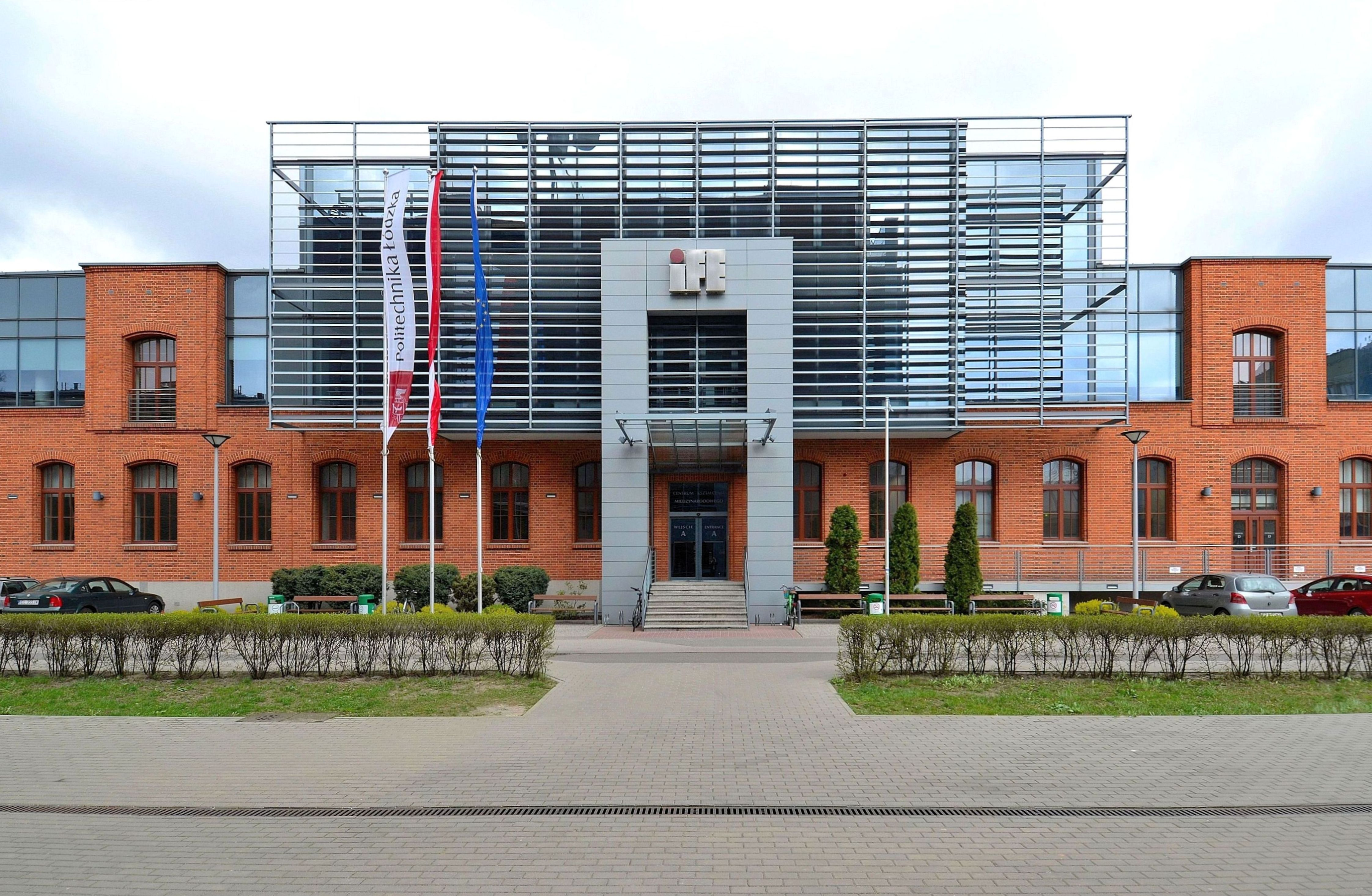
Centrum Kształcenia Międzynarodowego, ul. Żwirki 36
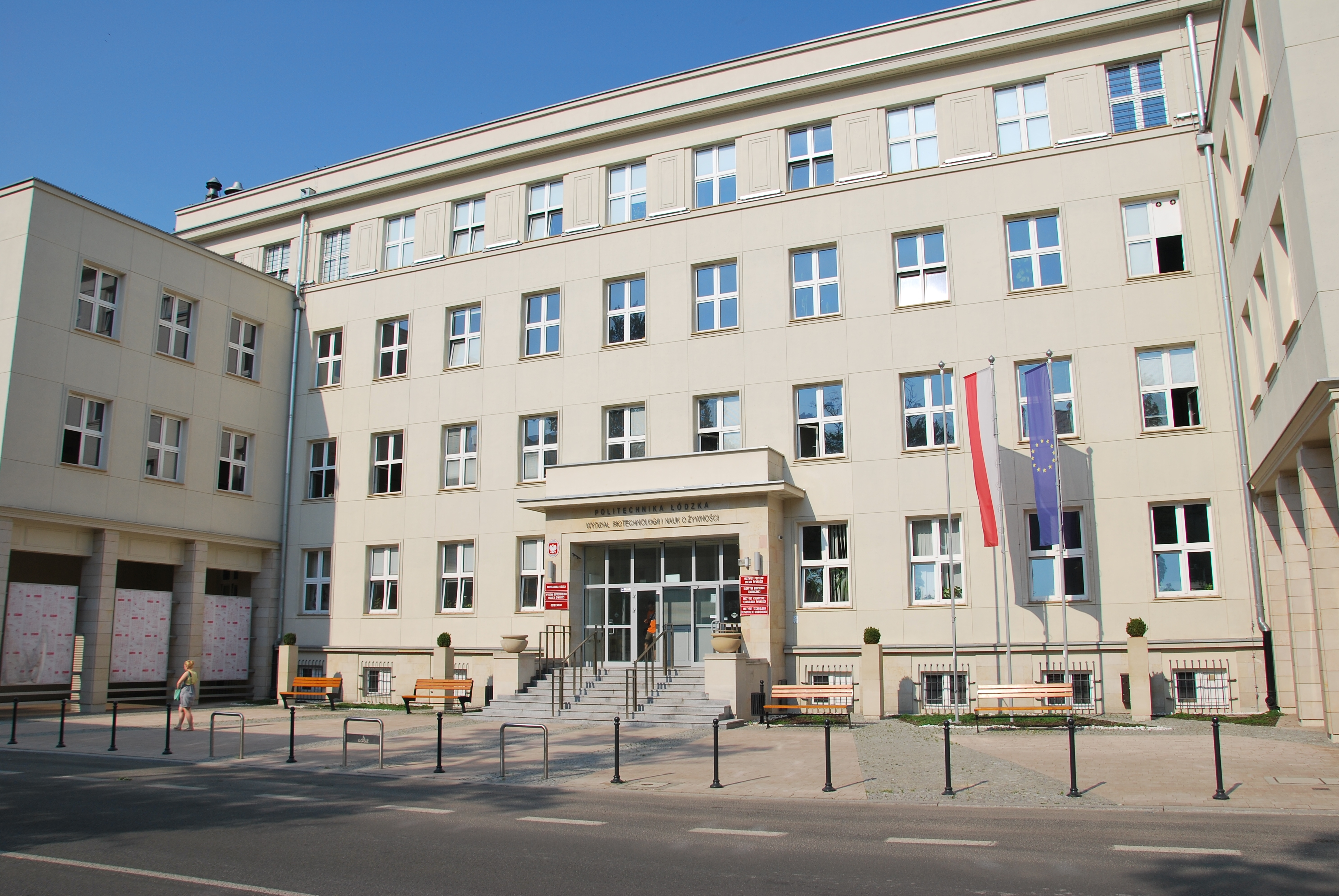
Wydział Biotechnologii i Nauk o Żywności, ul. Stefanowskiego 2
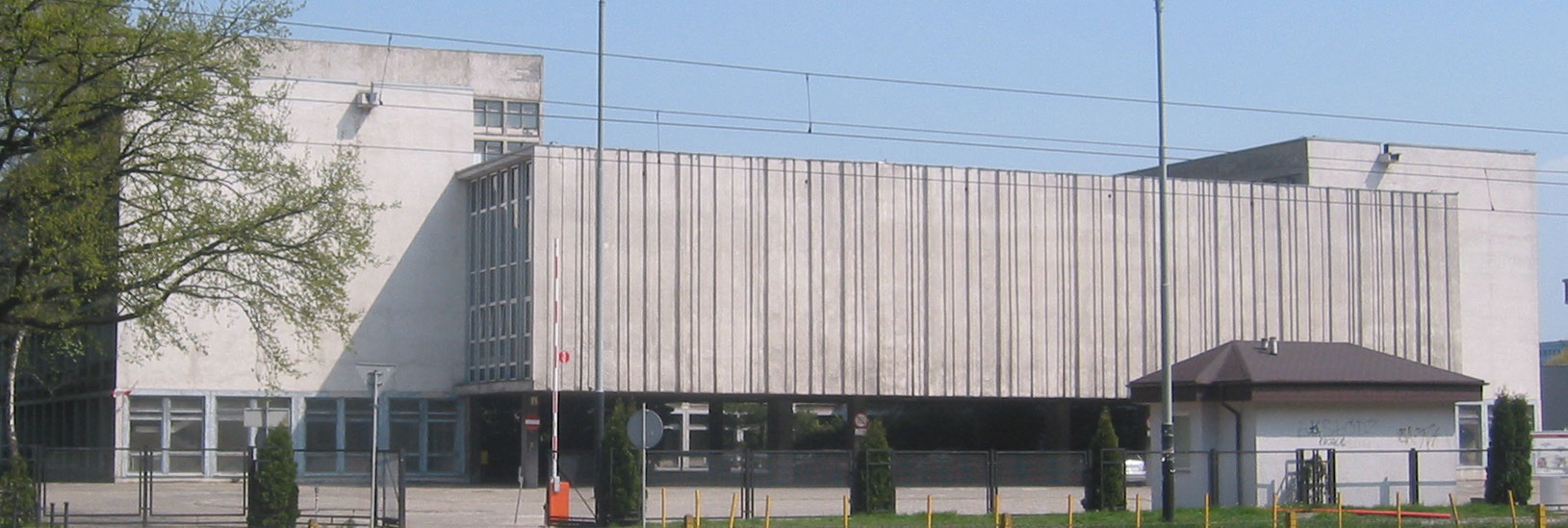
Wydział Budownictwa, Architektury i Inżynierii Środowiska – budynek Budownictwa
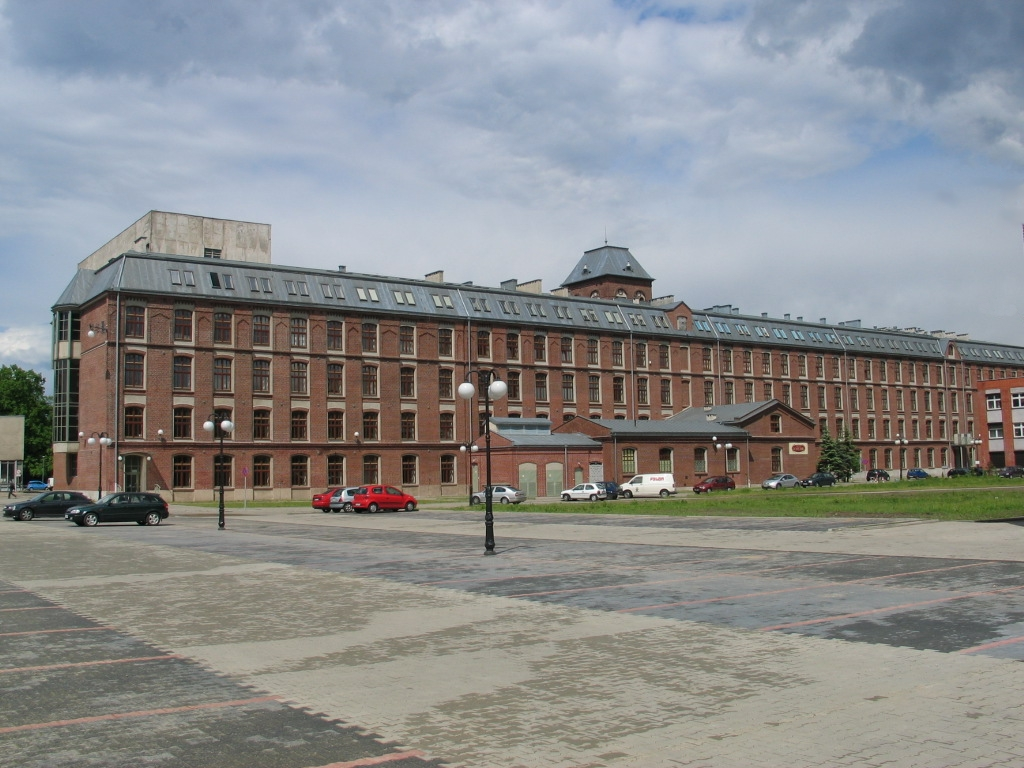
Wydział Elektrotechniki, Elektroniki, Informatyki i Automatyki, Fizyki Technicznej, Informatyki i Matematyki Stosowanej, Wydział Zarządzania i Inżynierii Produkcji (Budynek Trzech Wydziałów)
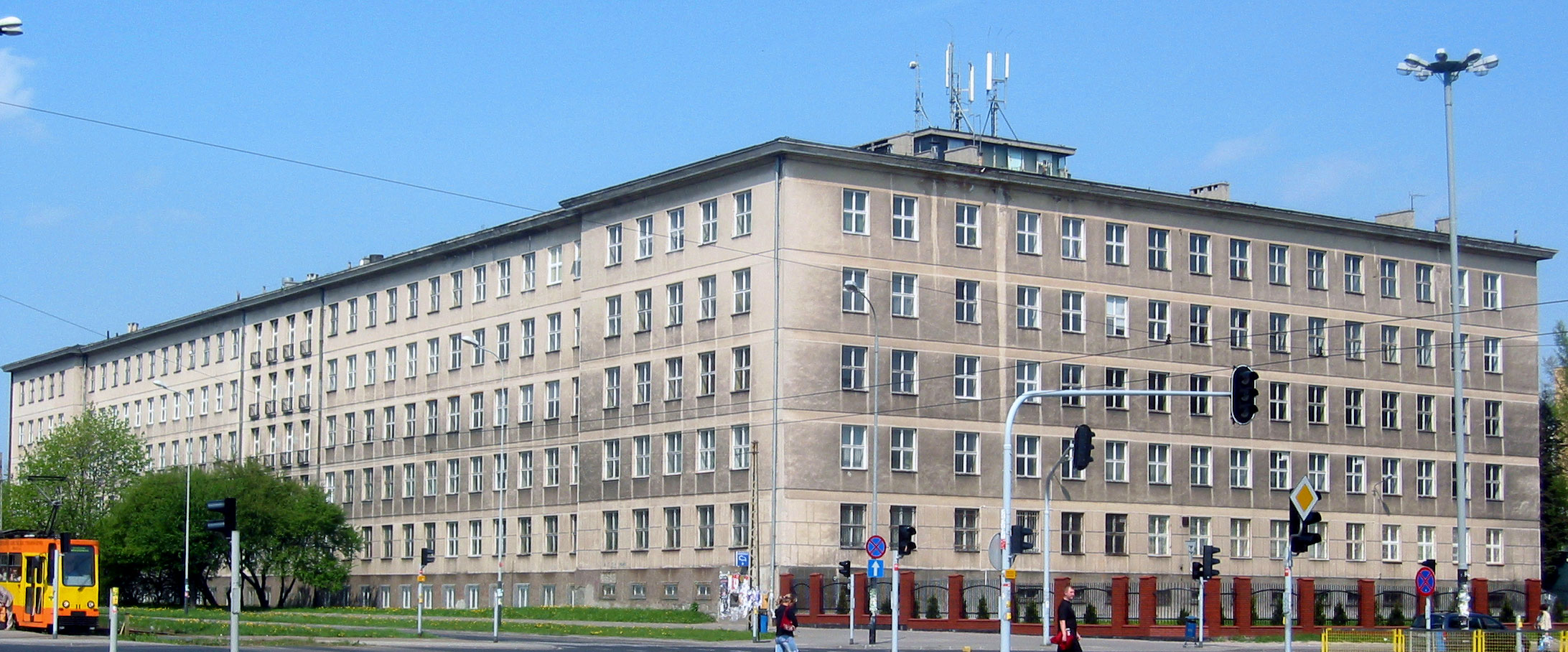
Wydział Technologii Materiałowych i Wzornictwa Tekstyliów
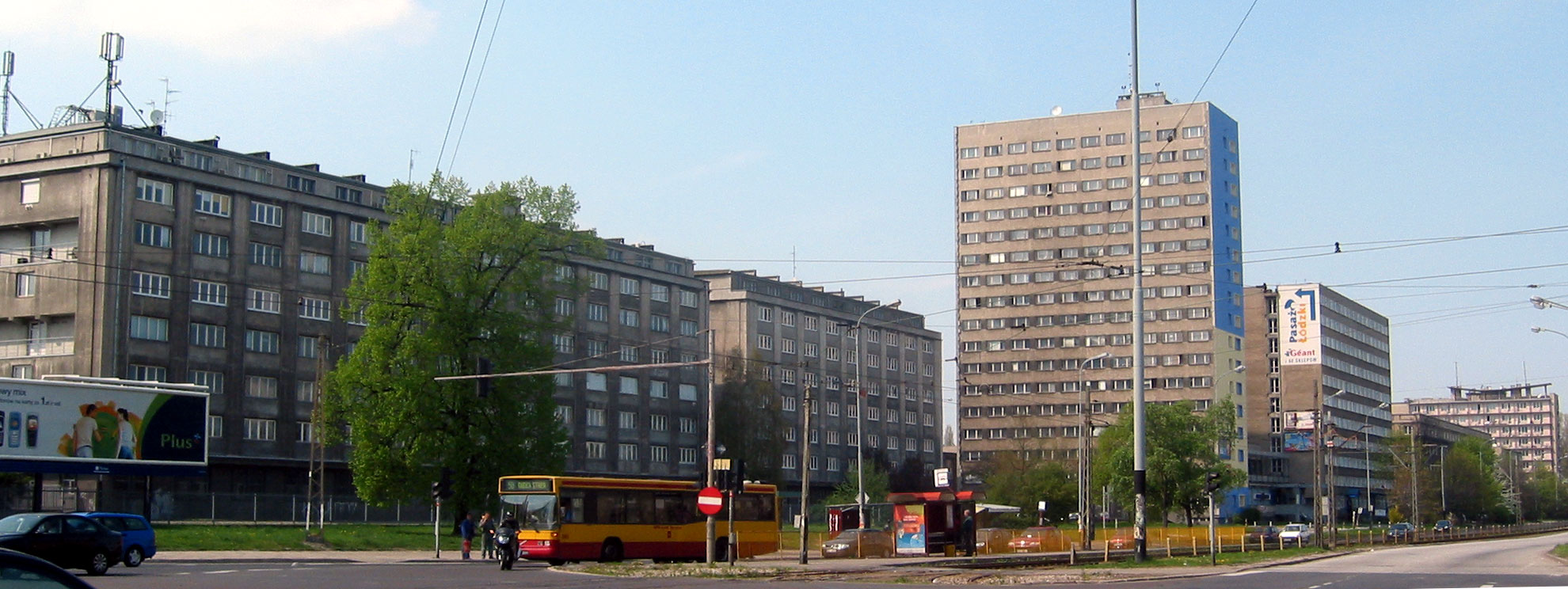
Akademiki na al. Politechniki
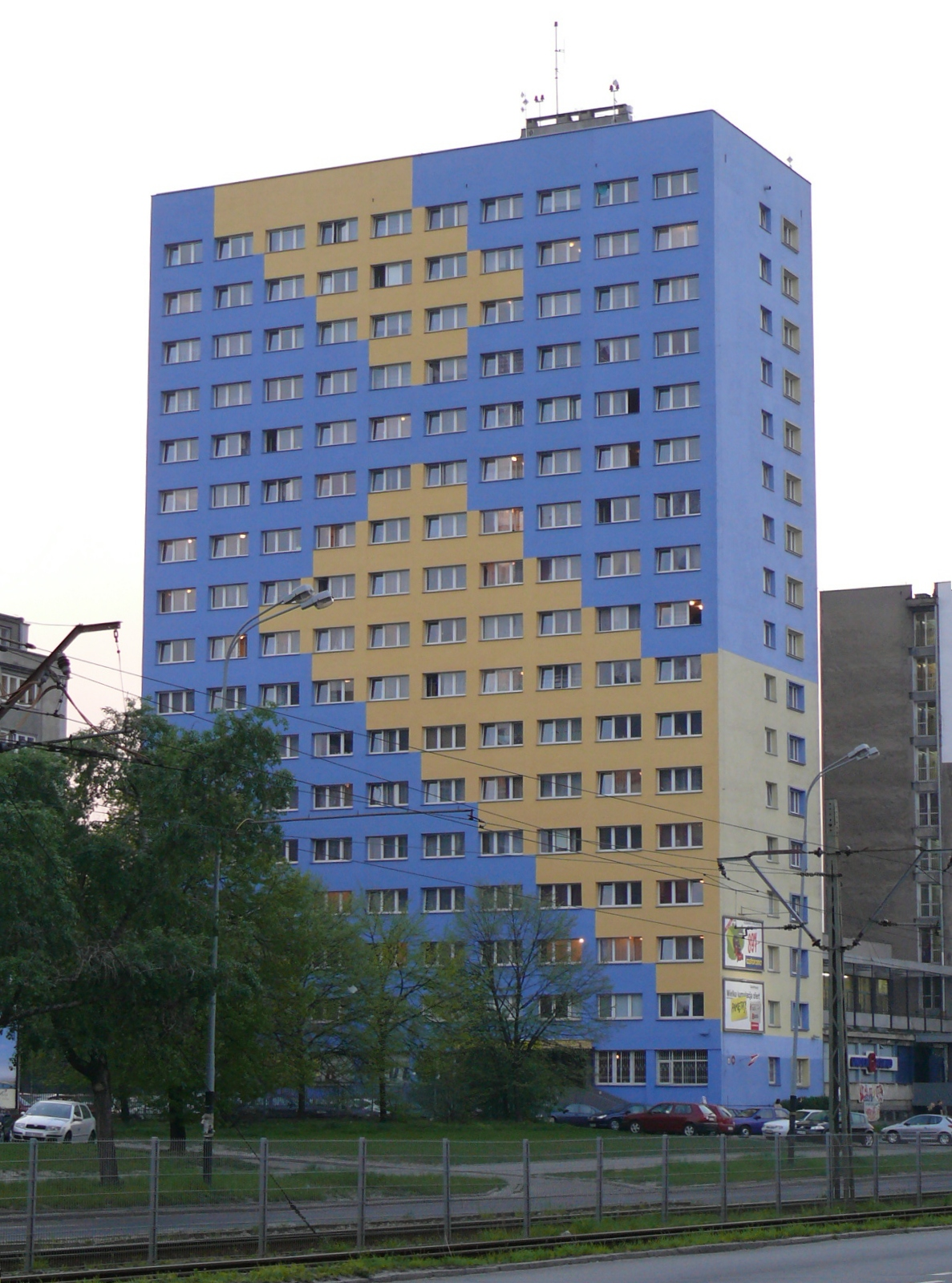
VII Dom Studenta Politechniki Łódzkiej